# 谷雨
- 立春
- 雨水
- 惊蛰
- 春分
- 清明
- 谷雨
- 立夏
- 小满
- 芒种
- 夏至
- 小暑
- 大暑
- 立秋
- 处暑
- 白露
- 秋分
- 寒露
- 霜降
- 立冬
- 小雪
- 大雪
- 冬至
- 小寒
- 大寒

| 歲   | 開始             | 結束             |
| ---- | ---------------- | ---------------- |
| 辛巳 | 2001-04-20 00:35 | 2001-05-05 10:44 |
| 壬午 | 2002-04-20 06:20 | 2002-05-05 16:37 |
| 癸未 | 2003-04-20 12:02 | 2003-05-05 22:10 |
| 甲申 | 2004-04-19 17:50 | 2004-05-05 04:02 |
| 乙酉 | 2005-04-19 23:37 | 2005-05-05 09:52 |
| 丙戌 | 2006-04-20 05:26 | 2006-05-05 15:30 |
| 丁亥 | 2007-04-20 11:07 | 2007-05-05 21:20 |
| 戊子 | 2008-04-19 16:51 | 2008-05-05 03:03 |
| 己丑 | 2009-04-19 22:44 | 2009-05-05 08:50 |
| 庚寅 | 2010-04-20 04:29 | 2010-05-05 14:44 |
| 辛卯 | 2011-04-20 10:17 | 2011-05-05 20:23 |
| 壬辰 | 2012-04-19 16:12 | 2012-05-05 02:19 |
| 癸巳 | 2013-04-19 22:03 | 2013-05-05 08:18 |
| 甲午 | 2014-04-20 03:55 | 2014-05-05 13:59 |
| 乙未 | 2015-04-20 09:41 | 2015-05-05 19:52 |
| 丙申 | 2016-04-19 15:29 | 2016-05-05 01:41 |
| 丁酉 | 2017-04-19 21:27 | 2017-05-05 07:31 |
| 戊戌 | 2018-04-20 03:12 | 2018-05-05 13:25 |
| 己亥 | 2019-04-20 08:55 | 2019-05-05 19:02 |
| 庚子 | 2020-04-19 14:45 | 2020-05-05 00:51 |
| 辛丑 | 2021-04-19 20:33 | 2021-05-05 06:47 |
| 壬寅 | 2022-04-20 02:24 | 2022-05-05 12:25 |
| 癸卯 | 2023-04-20 08:13 | 2023-05-05 18:18 |
| 甲辰 | 2024-04-19 14:00 | 2024-05-05 00:10 |

數據來源：噴氣推進實驗室線上曆書系統

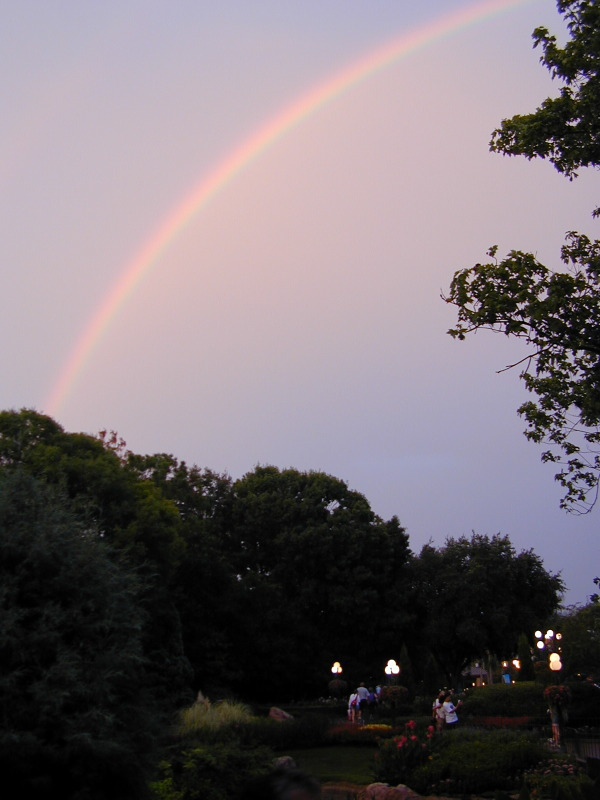
虹始见

穀雨，是二十四节气之一，每年的农历三月中，即阳历4月19—21日，斗指辰，太阳到达黄经30度时。此节气时天气温和，雨水明显增多，对谷类作物的生长发育帮助很大。《月令七十二候集解》：“三月中，自雨水后，土膏脉动，今又雨其谷于水也。雨读作去声，如雨我公田之雨。盖谷以此时播种，自上而下也。”
谷雨是二十四节气中的第六个节气，是春季的最后一个节气，也是唯一将物候、时令与稼穑农事紧密对应的一个节气。“清明断雪，谷雨断霜”，谷雨节气的到来意味着寒潮天气已结束，极利于农作物中谷类作物的生长。有意思的是，此时中国江南地区秧苗初插、作物新种，最需要雨水的滋润，恰好此时的雨水也较多，每年的第一场大雨一般就出现于此时，对水稻栽插和玉米、棉花的苗期生长有利。

## 起源
据《淮南子·本经训》：“昔者仓颉作书，而天雨粟，鬼夜哭”。民间对此的解释是仓颉造字不要上天的奖励，只求老天让人民五谷丰登，故天雨谷粒，给人间下了一场谷子雨。这一天就叫作谷雨节。

## 習俗
在台灣，過去內山地方多半有出嫁女兒在穀雨這天及立夏返回娘家的習俗，一般會攜帶豬腳麵線返家。而海濱地方則會在農曆閏年回娘家。

## 物候
- 萍始生：萍，水草也，與水相萍，故曰萍；漂流隨風，故又曰漂。《曆解》曰：「萍，陰物，靜以承陽也。」
- 鳴鳩扶其羽：鳩，即鷹所化者，布穀也；拂，過擊也。《本草》云：「拂羽飛而翼拍，其身氣使然也。」蓋當三月之時，趨農急矣，鳩乃追逐而鳴，鼓羽直刺上飛，故俗稱布穀。
- 戴勝降於桑：戴勝，一名戴鵀。《爾雅》注曰：「頭上有勝毛，此時恆在於桑。」蓋蠶將生之候矣；言降者，重之，若天而下，亦氣使之然也。

### 解侯：
- 浮萍不能经霜，故浮萍生意味着倒春寒一类的降温不会再发生了。如果水面不生浮萍，则说明阴寒之气极盛，倒春寒的现象会出现。

- 鸣鸠是因为此时鸠春鸣性也，有求偶之意；拂其羽，因为其时当换羽矣，其羽又甚厚，故梳理以示美。当然，人们还通过观察，认识到，“鸣鸠不拂其羽，国不治”。就是说，这样的鸟到此时不梳理其羽，说明时令不利于生物生育生长，天地违和，农作物极可能歉收，人间也难以政通人和。

- 而戴胜鸟降于桑树，则提醒人们蚕宝宝将要生了。古人认为，如果戴胜鸟不落桑树上，说明政令教化会落空。[1]

## 外部連結
- 谷雨（國曆4月19或20或21日）（農委會）

1. ↑  余, 世存. . 中国大陆: 铁葫芦 / 中国友谊出版公司. 2017. ISBN 9787505739338.